# خوات وان خانگ
خوات وان خانگ (انگلیسی: Khuất Văn Khang؛ زادهٔ ۱۱ مهٔ ۲۰۰۳) بازیکن فوتبال اهل ویتنام است.
وی همچنین در تیم‌های ملی فوتبال زیر ۲۳ سال ویتنام و ویتنام بازی کرده‌است.